# 查波湖
41°27′S 72°30′W / 41.450°S 72.500°W

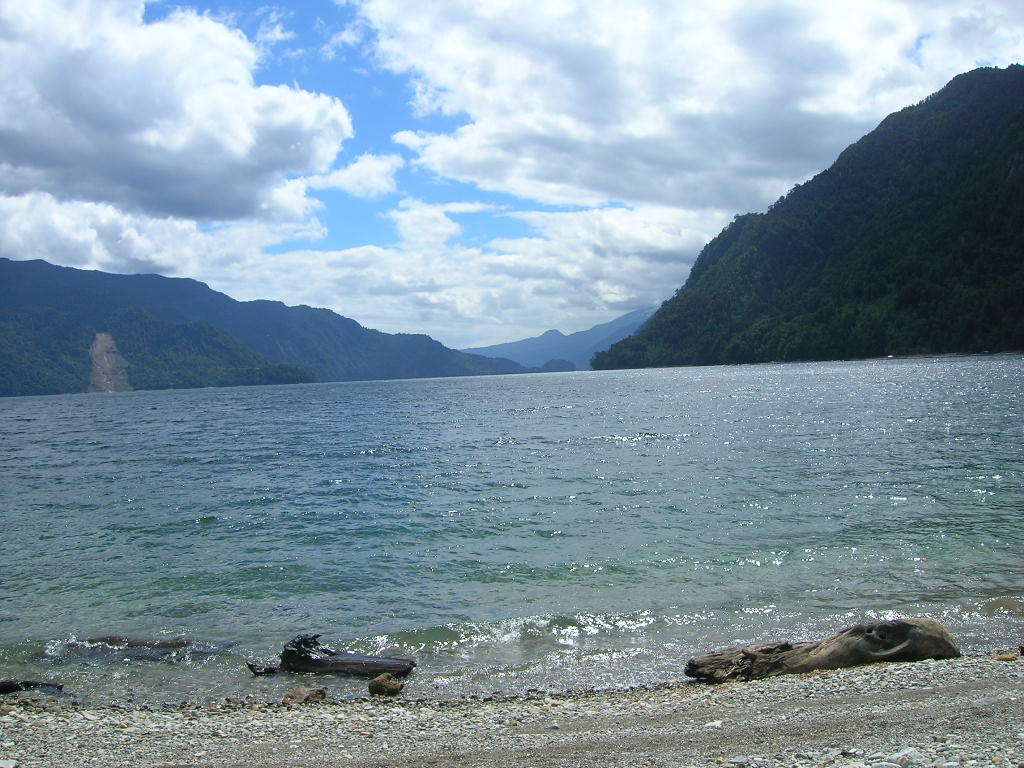

查波湖（西班牙語：Lago Chapo），是智利的湖泊，位於該國南部湖大區，處於卡爾布科火山東南面，長17公里、寬5公里，面積50平方公里，湖水被用作水力發電。